# Phyllonorycter propinquinella
Phyllonorycter propinquinella är en fjärilsart som först beskrevs av Braun 1908.  Phyllonorycter propinquinella ingår i släktet guldmalar, och familjen styltmalar. Inga underarter finns listade i Catalogue of Life.